# Championnat des Fidji de football 2022
Navigation
Saison précédente Saison suivante
La saison 2022 du Championnat des Fidji de football est la quarante-sixième édition du championnat de première division aux Fidji. 
Le championnat regroupe dix équipes du pays au sein d'une poule unique, où ils s'affrontent deux fois au cours de la saison, à domicile et à l'extérieur. À la fin de la compétition, le dernier du classement est relégué et remplacé par le champion de deuxième division.
Le Rewa FC remporte le championnat en terminant à la première place.
Comme lors de l'édition précédente, le champion des Fidji et son dauphin sont automatiquement qualifiés pour la phase de groupe de la prochaine Ligue des champions.

## Les clubs participants
- Ba FC
- Lautoka FC
- Nadroga Football Club
- Rewa FC
- Tailevu  Naitasiri - Promu de D2
- Labasa FC
- Nadi FC
- Navua Football Club
- Suva FC
- Nasinu FC - Promu de D2

## Compétition

### Classement
Le barème utilisé pour établir le classement est le suivant :
- Victoire : 3 points
- Match nul : 1 point
- Défaite : 0 point

| Rang | Équipe                | Pts | J  | G  | N | P  | Bp | Bc | Diff |
| ---- | --------------------- | --- | -- | -- | - | -- | -- | -- | ---- |
| 1    | Rewa FC               | 35  | 18 | 9  | 8 | 1  | 26 | 14 | +12  |
| 2    | Suva FCC              | 35  | 18 | 10 | 5 | 3  | 31 | 20 | +11  |
| 3    | Lautoka FCT           | 32  | 18 | 9  | 5 | 4  | 38 | 25 | +13  |
| 4    | Nadi FC               | 32  | 18 | 9  | 5 | 4  | 30 | 20 | +10  |
| 5    | Ba FC                 | 29  | 18 | 9  | 2 | 7  | 36 | 28 | +8   |
| 6    | Labasa FC             | 22  | 18 | 6  | 4 | 8  | 23 | 27 | -4   |
| 7    | Nadroga Football Club | 21  | 18 | 6  | 3 | 9  | 20 | 31 | -11  |
| 8    | Navua FC              | 18  | 18 | 4  | 6 | 8  | 19 | 31 | -12  |
| 9    | Tailevu NaitasiriP    | 14  | 18 | 3  | 5 | 10 | 20 | 26 | -6   |
| 10   | Nasinu FCP            | 9   | 18 | 2  | 3 | 13 | 13 | 34 | -21  |

|  | Qualification pour la Ligue des champions de l'OFC 2023                                |
|  | Relégation en deuxième division                                                        |
|  | T : Tenant du titre C : Vainqueur de la Coupe des Fidji P : Promu de deuxième division |

## Bilan de la saison
| Championnat des Fidji de football 2022 |                     |
| Champion                               | Rewa FC (1er titre) |
| Coupes et trophées                     |                     |
| Vainqueur de la Coupe des Fidji 2022   | Suva FC             |
| Qualifications continentales           |                     |
| Ligue des champions de l'OFC 2023      | Rewa Football Club  |
| Ligue des champions de l'OFC 2023      | Suva FC             |
| Promotions et relégations              |                     |
| Promus en Fiji Premier League          | Tavua FC            |
| Relégués en Senior League              | Nasinu FC           |